# Cubana de Aviación
Cubana de Aviación (zkráceně Cubana) je kubánský národní letecký dopravce se sídlem v Havaně, současně jsou to největší kubánské aerolinie.
Hlavní leteckým uzlem je Mezinárodní letiště José Martího. Aerolinie zajišťují stálá spojení do zemí Jižní Ameriky, Evropy a do Karibiku. Do Afriky a Asie jsou vypravovány pouze charterové lety. Od roku 1959 létaly také do Československa.
Cubana de Aviación patří mezi nejstarší letecké dopravce na světě, byly založeny 8. října 1929 a jsou jedním ze zakládajících členů Mezinárodní asociace pro leteckou dopravu (IATA).

## Flotila
Cubana de Aviación provozovala v srpnu 2017 následující letadla:
| Letadlo              | Počet | Objednávky | Cestující | Cestující | Cestující | Poznámky               |
| Letadlo              | Počet | Objednávky | C         | Y         | Celkem    | Poznámky               |
| -------------------- | ----- | ---------- | --------- | --------- | --------- | ---------------------- |
| Antonov An-158       | 6     | —          | —         | 99        | 99        | Uzemněny v květnu 2018 |
| ATR 42-500           | 1     | —          | ?         | ?         | ?         |                        |
| Iljušin Il-96-300    | 4     | —          | 18        | 244       | 262       |                        |
| Iljušin Il-96-400    | —     | 3          | 8         | 126       | 134       |                        |
| Tupolev Tu-204-100   | 1     | —          | 12        | 212       | 224       |                        |
| Nákladní flotila     |       |            |           |           |           |                        |
| Tupolev Tu-204-100EC | 2     | —          | náklad    | náklad    | náklad    |                        |
| Celkem               | 14    | 3          |           |           |           |                        |

## Galerie

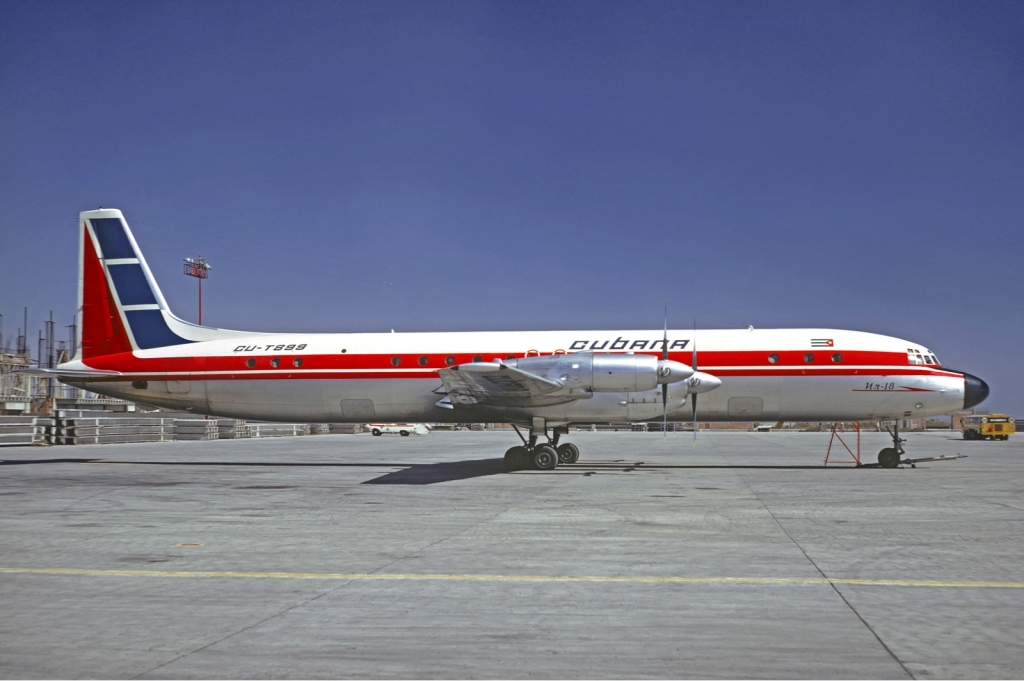
Iljušin Il-18 ve staré livery
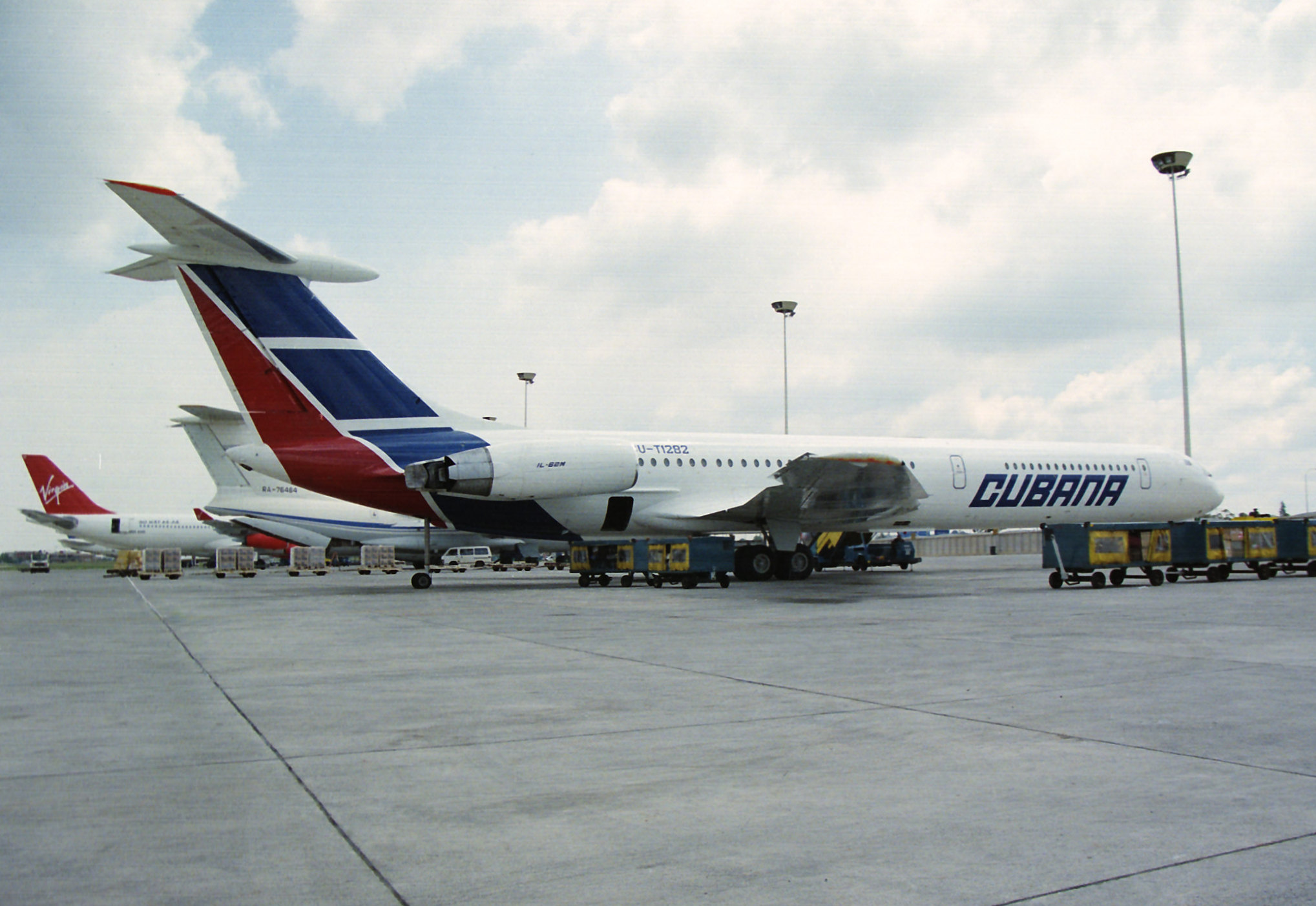
Iljušin Il-62
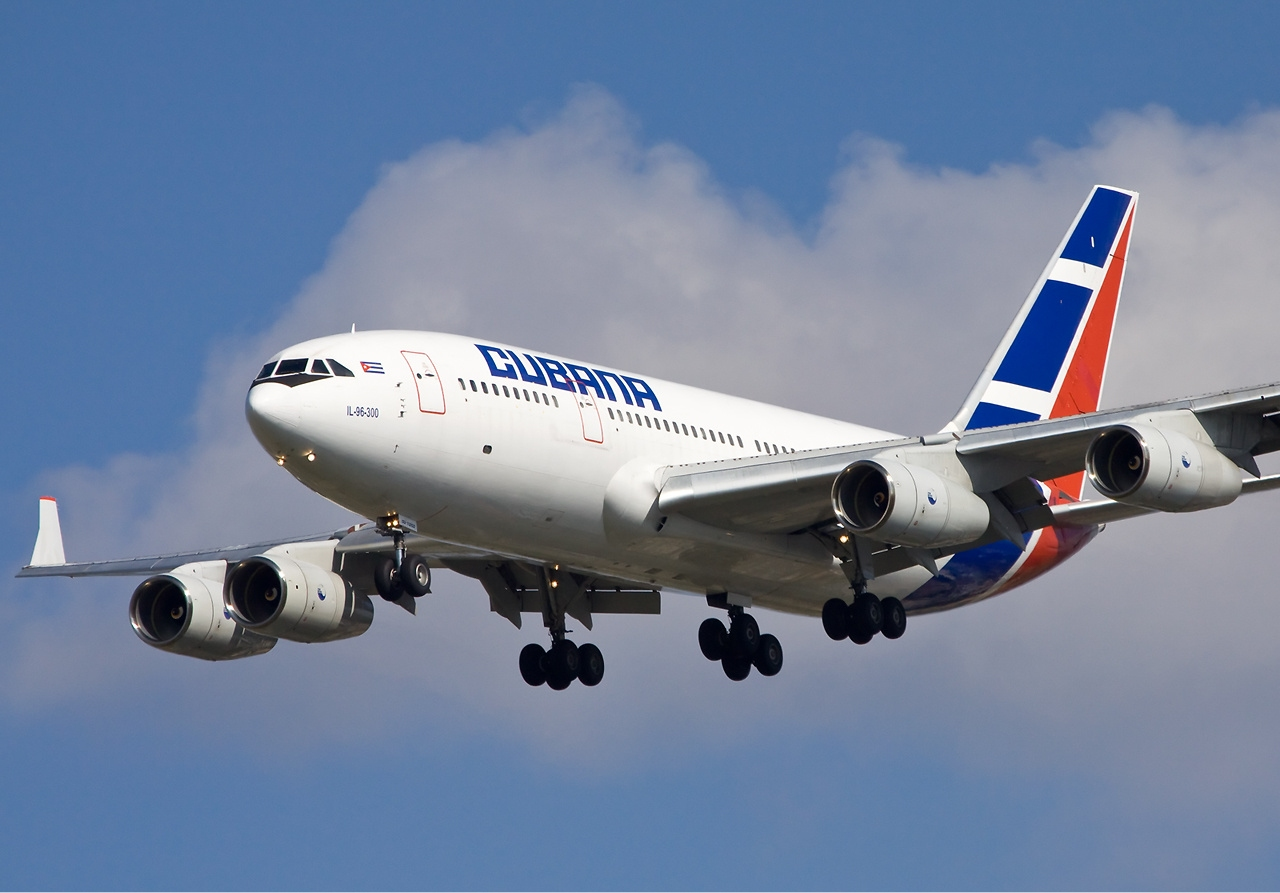
Iljušin Il-96
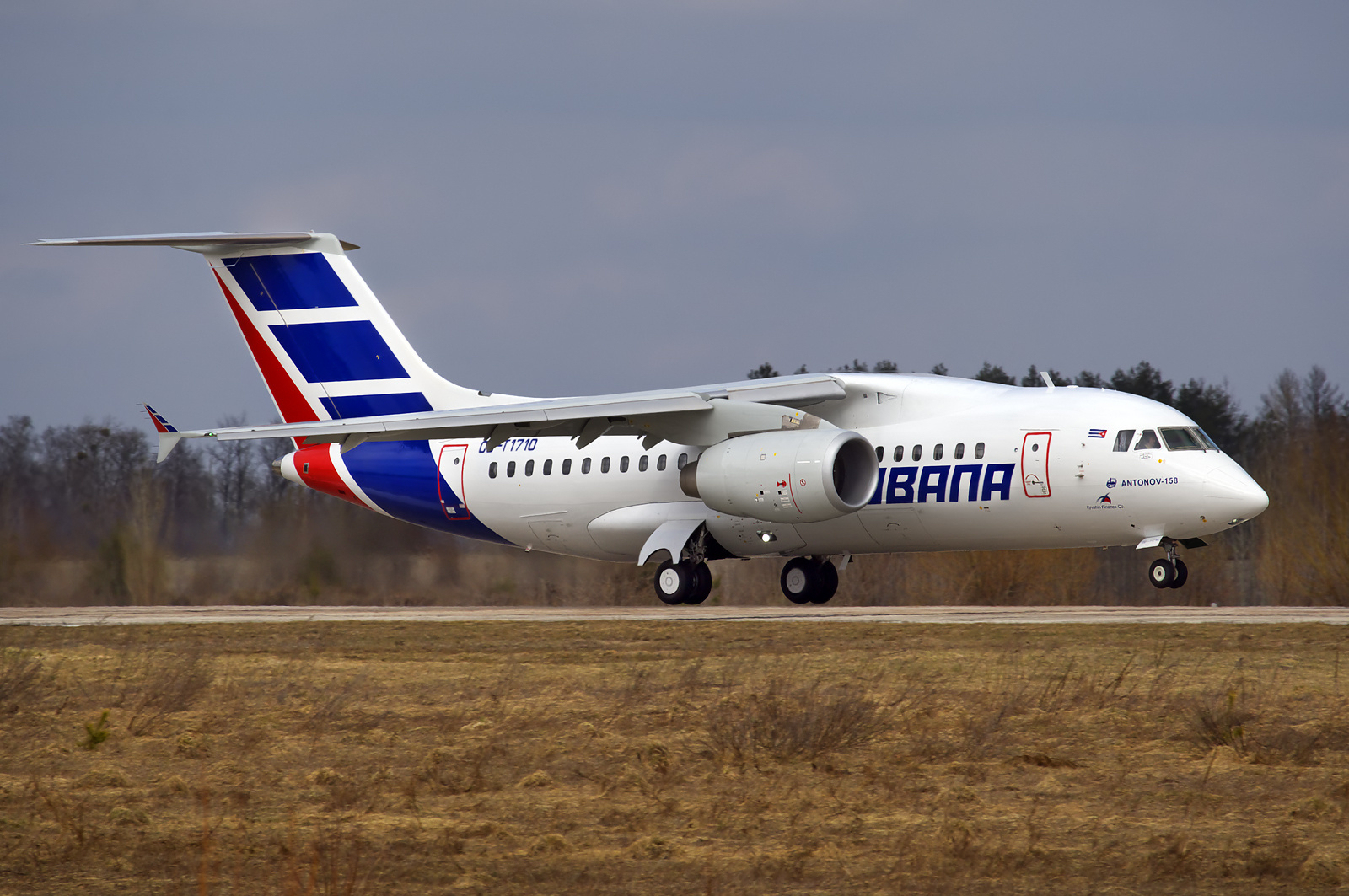
Antonov An-158 používáno od roku 2013
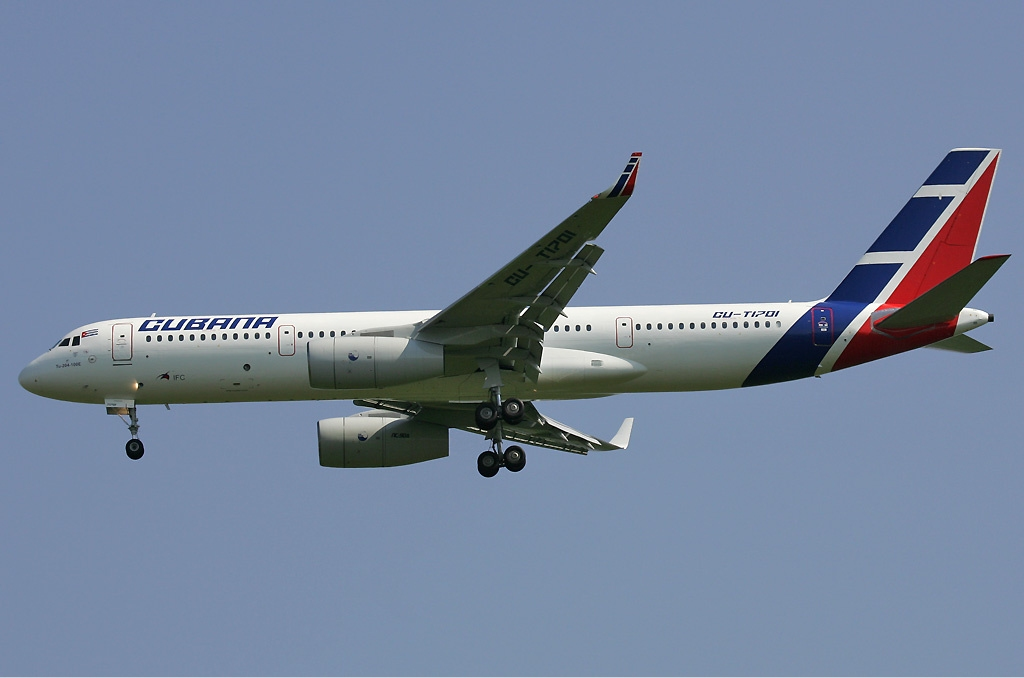
Tupolev Tu-204